# Manuela Levorato
Manuela Levorato, född den 16 mars 1977, är en italiensk före detta friidrottare som tävlade i kortdistanslöpning.
Levorato deltog vid VM 1997 i Aten på 100 meter men blev utslagen redan i försöken. Vid VM 1999 deltog hon på 200 meter och blev denna gång utslagen i semifinalen. Vid VM 2001 blev hon åter utslagen både på 100 och 200 meter i semifinalen.
Hennes främsta framgångar kom vid EM 2002 i München då hon blev bronsmedaljör på både 100 och 200 meter. Hennes sista mästerskap var VM 2005 då hon blev utslagen i kvartsfinalen på 100 meter.

## Personliga rekord
- 100 meter - 11,14
- 200 meter - 22,60